# François Lalonde
François Lalonde (17 de setembro de 1955) é um matemático canadense, especialista em topologia simplética.
Lalonde obteve o bacharelado em física em 1976 na Universidade de Montreal, e após 1 ano completou o bacharelado em matemática em 1977, com um mestrado em lógica e ciência da computação teórica em 1979. Em 1985 obteve um doutorado (Doctorat d'Etat) em matemática na Universidade Paris-Sul em Orsay, orientado por Weishu Shih. Foi depois NSERC University Research Fellow na Universidade do Quebec em Montreal, onde foi full professor de 1991 a 2001. É professor da Universidade de Montreal desde 2001, ocupando a Canada Research Chair em topologia simplética.
Foi palestrante convidado do Congresso Internacional de Matemáticos em Madrid (2006: Lagrangian submanifolds: from the local model to the cluster complex).

## Publicações selecionadas
- New trends in symplectic geometry, C.R. Math. Rep. Acad. Sci. Canada, New Series, vol. 19, 1997,  pp. 33–50
- com Dusa McDuff and Leonid Polterovich: Topological rigidity of Hamiltonian loops and quantum homology, Inventiones Mathematicae, vol. 135, 1999, pp. 369–385
- com McDuff: The geometry of symplectic energy, Annals of Mathematics, vol. 141, 1995, pp. 349–371
- com McDuff: Hofer's {\displaystyle L^{\infty }}-geometry: energy and stability of Hamiltonian flows, Inventiones Mathematicae, vol. 122, 1995, parts 1,2, pp. 1–34, 35–69
- com McDuff: J-holomorphic curves and the classification of rational and ruled symplectic 4-manifolds, in C. B. Thomas (ed.) Symplectic and Contact Geometry, Cambridge University Press 1996
- Energy and capacities in symplectic topology, in W.H. Kazoo (ed.) Geometric Topology, Studies in Advanced Mathematics, American Mathematical Society/International Press, vol. 2, 1997, pp. 328–374
- com McDuff: Local Non-Squeezing Theorems and Stability, Geometric and Functional Analalysis, vol. 5, 1995, p. 364 (Gromov-Volume)
- com Michèle Audin and L. Polterovich: Symplectic rigidity: Lagrangian submanifolds, in M. Audin, J. Lafontaine (eds.), Holomorphic Curves in Symplectic Geometry, Progress in Mathematics, vol. 117, 1995, pp. 271–322
- com Shengda Hu: A relative Seidel morphism and the Albers map, Trans. Amer. Math. Soc. 362 (2010), pp. 1135–1168 doi:10.1090/S0002-9947-09-04986-1

como editor:
- com Miguel Abreu and  Leonid Polterovich (eds.): New Perspectives and Challenges in Symplectic Field Theory, The CRM Proceedings and Lecture Notes 49, 342 (2009)
- com Paul Biran and  O. Cornea (eds.): Morse theoretical methods in symplectic topology and non-linear analysis, Proceedings of the NATO Advanced Study Institute (Montréal, 2004), Kluwer Academic Publishers, Dordrecht (2005)
- with Yakov Eliashberg and Boris Khesin (eds.): Symplectic and Contact Topology: Interactions and Perspectives, Proceedings of the workshop on Symplectic topology and higher dimensional Gauge invariants (held at the Fields Institute in March-April 2001), Fields Institute Communications 35, AMS (2003)
- Proceedings of the CRM Workshop on Geometry, Topology and Dynamics (Montréal 1995), CRM Proceedings and Lecture Notes 15, AMS (1998)
- com Jacques Hurtubise (ed.): Gauge Theory and Symplectic Geometry, Proceedings of the NATO Summer Advanced Institute on Gauge Theory and Symplectic Geometry (Montréal 1995), Kluwer Academic Publishers, Dordrecht (1997) (containing Lalonde's contribution J-curves and symplectic invariants)